# (1136) Mercedes
(1136) Mercedes ist ein Asteroid des Hauptgürtels, der am 30. Oktober 1929 vom katalanischen Astronomen José Comas Solá in Barcelona entdeckt wurde. 
Der Asteroid ist nach einer Schwägerin des Entdeckers benannt.